# Carinocuma birsteini
Carinocuma birsteini is een zeekommasoort uit de familie van de Pseudocumatidae. De wetenschappelijke naam van de soort is voor het eerst geldig gepubliceerd in 1973 door Mordukhai-Boltovskoi & Romanova.